# 唐·阿斯蒙格
唐纳德·A·阿斯蒙格（英語：Donald A. Asmonga，1928年2月15日—2014年1月13日），美国NBA联盟前职业篮球运动员。曾在1953-1954赛季为巴尔的摩子弹队打了7场比赛。